# Adusbef
L'Adusbef (Associazione Difesa Utenti Servizi Bancari e Finanziari) è un'associazione di tutela dei consumatori specializzata nel settore finanziario, bancario, assicurativo, postale, delle telecomunicazioni e dei trasporti con sede a Roma, in via Bachelet 12. Il presidente è l'avv. Antonio Tanza; fino al 2017 è stato Elio Lannutti.
L'Adusbef è iscritta al Consiglio nazionale dei consumatori e degli utenti tra le associazioni maggiormente rappresentative e conta 180 delegazioni provinciali, 67.000 iscritti.

## Storia
L'associazione ADUSBEF viene fondata il 13 maggio 1987 da un gruppo di tecnici che lavoravano prevalentemente in banche ed in compagnie d'assicurazione, con lo scopo di difendere i cittadini da soprusi e malefatte del sistema creditizio, finanziario e assicurativo. Quando venne creata, la difesa dei consumatori nel settore bancario era allo stato embrionale: gli utenti bancari potevano essere vessati e maltrattati, le fideiussioni potevano essere fatte sottoscrivere in bianco e riempite successivamente. Non vi era infatti alcuna legge sulla "trasparenza bancaria".
Solo cinque anni dopo, il 27 febbraio 1992, arrivò la legge 154/92 sulla trasparenza delle operazioni bancarie. L'ABI, Associazione bancaria italiana, cercò di evitare tale legge, varando un codice di autoregolamentazione interno al sistema bancario, che l'ADUSBEF riuscì a smontare e ridicolizzare con incursioni quotidiane negli sportelli delle banche. L'ADUSBEF è intervenuta denunciando il comportamento delle banche nei casi Lombardfin, Enimont, Imi-Sir. Ha indirizzato la sua attività per costringere le banche a maggiori livelli di trasparenza; le assicurazioni a più adeguati rapporti con gli utenti; le Autorità di controllo Consob, Isvap, Bankitalia, a più incisive attività a tutela dei diritti dei cittadini.
L'Associazione ha affrontato la questione dei mutui usurari; degli interessi anatocistici sui conti correnti bancari; la continua lievitazione dei costi di gestione dei conti bancari gravati da nuovi balzelli; il caso della Bipop-Carire; la vicenda dei bond Argentini collocati dalle banche presso i risparmiatori; contribuito alla condanna del cartello di 39 compagnie assicurative in merito alla RC Auto, con premi lievitati del 95% negli ultimi sei anni; individuato oneri impropri gravanti sulle bollette Telecom come "la tassa sui campanelli" per ascoltare lo squillo del telefono.

## Svolgimento delle attività

### Studi e ricerche, pubblicazioni, convegni
L'ADUSBEF è specificatamente specializzata nei problemi relativi all'utenza del settore bancario ed assicurativo, ma nel tempo ha integrato la propria attività grazie al contributo di associati con varie specializzazioni anche nel settore postale e telefonico.
Ciò ha spinto l'associazione a concretizzare analisi, critiche e proposte sia sul suo periodico, Risparmio & Futuro, edito fin dal 1988, sia in pubblicazioni: "Come sfruttare la banca" (Edizioni L'Altritalia, 1994) e "Guida all'uso della Banca" (Editori Riuniti, 1996).
Dal 1994 ha effettuato studi sul sistema bancario di molte regioni italiane: in particolare quello relativo al Lazio (aggiornato annualmente) è inserito, dal 1997, nell'ambito dei progetti realizzati per la Regione Lazio.
l'ADUSBEF ha condotto studi sui sistemi nazionali bancario e assicurativo, oltre a studi particolareggiati sui sistemi finanziari di alcune province, partecipando ad un progetto internazionale (finanziato dalla Commissione europea) sui servizi bancari ed assicurativi europei.

### Consulenza e assistenza
Offre consulenze telefoniche gratuite a tutti coloro che ad essa si rivolgono, indipendentemente dall'iscrizione all'associazione. L'operatività di assistenza telefonica centrale si sviluppa nell'arco dell'intera giornata lavorativa. Essa riceve nelle proprie sedi gli associati che necessitino di assistenza, di pareri specifici, di analisi documentale ecc.

### Interventi sulla Pubblica Amministrazione e sugli organi legislativi
ADUSBEF è più volte intervenuta presso il Ministero dell'economia e elle finanze per denunciare situazioni manifestamente vessatorie o per sollevare problemi di valenza generale ed è spesso consultata nelle audizioni presso le Commissioni parlamentari.

### Altre attività
L'Associazione partecipa a convegni, tavole rotonde ed altre iniziative sui problemi del settore creditizio, finanziario, assicurativo. Collabora con molte riviste tramite rubriche fisse ed interventi continuativi su temi e problemi inerenti ai suoi campi d'azione.

### Articolazione territoriale dell'associazione
L'ADUSBEF è operativa sul territorio nazionale, articolandosi in filiali regionali e provinciali.

Oltre alla sede nazionale di Roma, l'associazione conta circa centotrenta sedi locali in tutte le regioni d'Italia, tranne la Val d'Aosta.
È membro della FUBE (Federazione Utenti Bancari Europei) fondata nel 1996 con associazioni di Spagna (AICAR-ADICAE), Francia (AFUB), Paesi Bassi (Consument & Geld Zaken) e Regno Unito (National ABC), operanti nei settori bancario, finanziario, assicurativo.

## Le azioni dell'ADUSBEF
L'Associazione ha focalizzato i suoi sforzi, oltre che all'assistenza dei singoli consumatori che ad essa si rivolgevano, anche per avviare campagne di sensibilizzazione e per affrontare, tramite i professionisti suoi associati, casi di rilevanza nazionale.

### Caro prezzi
La seconda metà del 2004 ha visto l'ADUSBEF attiva anzitutto sul fronte dei prezzi: dalla benzina alle tariffe elettriche e del gas, dal carobanca a quello delle assicurazioni RC Auto. L'assenza di azioni istituzionali di controllo, o di semplice dissuasione, permetteva agli esercenti (ed in genere a tutti coloro che possono imporre i “loro” prezzi lungo la filiera produttore-consumatore finale) di operare un trasferimento netto di capitali dagli utenti a coloro che intermediavano tra domanda ed offerta. L'azione dell'associazione si è concretizzata il 16 settembre, quando i cittadini-consumatori sono stati chiamati da Intesaconsumatori al quarto “sciopero della spesa”; all'iniziativa si è associata anche la Coldiretti con presidi in varie città.

### Caro-banca e obbligazioni “senza obbligo di informazione”
L'ADUSBEF ha individuato nella continua lievitazione dei costi bancari un agire irresponsabile degli istituti di credito i quali, forti degli strumenti che la legislazione vigente offriva loro, apportavano frequentemente aumenti ai prezzi applicati ai servizi da loro offerti, inventando nuove voci di costo non considerate da alcun contratto bancario e approfittando per collocare “senza obbligo di informazione” obbligazioni bancarie anche strutturate. A livello nazionale il risultato di queste liberalità ha comportato che 850.000 risparmiatori sono rimasti coinvolti, affidandosi ai consigli offerti loro dagli operatori di settore, in tutti i più rovinosi "crack" finanziari di inizio secolo come i bond argentini, i casi di Parmalat e Cirio, ma anche i tracolli di Giacomelli, Finmek ed altre aziende.
L'azione dell'ADUSBEF ha spinto l'allora Governatore della Banca d'Italia, Antonio Fazio, a prendere posizione (almeno nominalmente e senza successo) sul caro-banca, invitando gli istituti di credito ad una maggiore morigeratezza.

### Anatocismo
La ventennale battaglia dell'ADUSBEF contro gli abusi bancari ha avuto un significativo riconoscimento nella sentenza n° 21095/2004 della Corte di cassazione a sezioni unite. La tentata rivincita sull'ABI dalle banche, che pretendevano di ribaltare precedenti sentenze di Cassazione sull'anatocismo (pratica illegale vietata dall'art. 1283 del Codice civile, ma imposta dagli “usi bancari” applicati per oltre mezzo secolo, consistente nel capitalizzare ogni 3 mesi gli interessi sui prestiti)  ha avuto un effetto boomerang, perché ha consentito a milioni di correntisti di riottenere capitale ed interessi attraverso un ricalcolo che eliminava dal computo imposto dalle banche il procedimento anatocistico.

Dall'inizio del 2005, si sono susseguite sentenze di condanna contro le banche, sia sul versante della collocazione illecita di bond, sia su quello dell'anatocismo, mentre migliaia di correntisti affidati si sono rivolti all'ADUSBEF per valutare ed impostare un eventuale procedimento giudiziario. È stata forse proprio questa l'azione associativa socialmente più incisiva: per la prima volta non solo privati correntisti, ma – soprattutto – società affidate hanno visto nell'ADUSBEF un riferimento concreto in grado di azionare, contro le illegittimità bancarie, le leve a disposizione per il recupero di posizioni più corrette e per ricondurre l'azione delle banche in un ambito di legge.

### Il caso Bipielle
Parallelamente, l'ADUSBEF ha denunciato gli scandalosi addebiti per centinaia di euro praticati dal Gruppo bancario Bipielle effettuati d'iniziativa sugli estratti conto di fine anno per servizi mai richiesti e neppure erogati. A fronte degli addebiti con destrezza per “spese d'urgenza” (50 euro), “spese amministrative” (35 euro) spese postelegrafoniche (50 euro), l'ADUSBEF ha inoltrato 10 esposti-denuncia ad altrettante Procure della Repubblica, chiedendo di accertare se tali disinvolti comportamenti avessero integrato i reati di truffa ed appropriazione indebita.
La Banca Popolare di Lodi aveva infatti inserito in Gazzetta Ufficiale (2ª parte – Altri annunci commerciali) non solo aumenti di prezzi, spese e commissioni, relativi a voci di costo già previste nei contratti in essere, ma nuove voci con conseguente modifica unilaterale al di fuori delle norme richiamate dall'art. 117 punto 5 e dall'art. 118 del Testo Unico Bancario.

L'ADUSBEF si è battuta contro l'ex Governatore della Banca d'Italia Fazio, ufficialmente la figura garante del comportamento delle banche,  con decine di denunce alla magistratura, sfociata con le dimissioni avvenute il 20 dicembre 2005.
L'impegno dell'ADUSBEF è attualmente rivolto ad abrogare l'art. 118 del Testo Unico Bancario, da essa ritenuto ingiusto, utilizzato dal Rag. Gianpiero Fiorani per addebitare circa 100 euro pro-capite ad almeno 1 milione di correntisti della ex-Banca Popolare di Lodi.